# 치아구 조르지 오노리우
치아구 조르지 오노리우(포르투갈어: Tiago Jorge Honorio, 1977년 12월 4일 ~ )는 브라질의 축구 선수로서 포지션은 공격수이다. 현재 중국 슈퍼리그의 청두 블레이즈 소속으로 뛰고 있으며, K-리그에서 뛸 당시 등록명은 티아고이다. 2009년 시즌 중반 수원 삼성 블루윙즈에 입단하였다. 7월 4일 수원 월드컵 경기장에서 열린 성남 일화 천마와의 홈 경기로 수원 삼성 블루윙즈에 데뷔하였으며 첫 경기에 골을 넣었다.

## 수상 내역

### 아틀레치쿠 파라나엔시
- 파라나 주 리그 : 우승 1회 (2005)

### 수원 삼성 블루윙즈
- 한국 FA컵 : 우승 1회 (2009)